# Rezerwat przyrody Złota Góra (województwo wielkopolskie)
Rezerwat przyrody Złota Góra – krajobrazowy rezerwat przyrody położony w gminie Krzymów, powiecie konińskim (województwo wielkopolskie). Ma powierzchnię 120,94 ha (akt powołujący podawał 123,87 ha). Znajduje się na obszarze Złotogórskiego Obszaru Chronionego Krajobrazu, obejmuje Złotą Górę wraz z częścią przylegających lasów.
Został utworzony w 1996 roku w celu ochrony najwyższego wzniesienia w powiecie konińskim (Złota Góra, 191 m n.p.m. na Wysoczyźnie Tureckiej) porośniętego lasem mieszanym oraz kwaśną dąbrową na granicy jej zasięgu.
Wzgórze zostało ukształtowane w wyniku działania zlodowacenia środkowopolskiego. Powstało w wyniku segregacji materiału morenowego wymywanego z lodu przez wody roztopowe. Zbudowane jest z łatwo przepuszczalnych piasków i żwirków. 
Ze szczytu rozpościera się widok na dolinę Warty. 
Rezerwat jest doskonałym miejscem do uprawiania turystyki pieszej. Na szczycie Złotej Góry znajduje się, oddana do użytku w 2014 roku, drewniano-stalowa wieża widokowa, o wysokości niecałe 30 metrów.  

## Podstawa prawna
- Rozp. Min. Ochr. Śr., Zasobów Naturalnych i Leśnictwa z dnia 14 czerwca 1996 r, Monitor Polski Nr 42, Poz. 416
- Obwieszczenie Wojewody Wielkopolskiego z dn. 4.10.2001 r. w sprawie ogłoszenia wykazu rezerwatów przyrody utworzonych do dn. 31.12.1998 r.
- Rozporządzenie Nr 16/07 Wojewody Wielkopolskiego z dnia 5 czerwca 2007 r. w sprawie rezerwatu przyrody „Złota Góra”

zmienione przez: Rozporządzenie Nr 22/07 Wojewody Wielkopolskiego z dnia 6 września 2007 r. zmieniające rozporządzenie w sprawie rezerwatu przyrody „Złota Góra”
- Zarządzenie Regionalnego Dyrektora Ochrony środowiska w Poznaniu z dnia 26 czerwca 2017 r. w sprawie rezerwatu przyrody „Złota Góra”